# 長野県立長野商業高等学校
もしかして
- 長野県長野商業高等学校

ではありませんか？